# Okiku
La poupée Okiku (en japonais お菊人形 ()) est le nom d'une poupée hantée située à Hokkaido, au Japon, appartenant au folklore japonais moderne. Elle se situe à l'intérieur du temple Mannenji (en) à Iwamizawa, où l'on prétend qu'un prêtre coupe régulièrement les cheveux encore en croissance d'Okiku.

## Description
La poupée mesure environ 40 cm de haut et est vêtue d'un kimono traditionnel. Les cheveux de la poupée sont noirs, comme ses yeux. Ces cheveux, selon l'histoire, étaient originellement coupés à environ la longueur des épaules, dans un style traditionnel. Ils sont aujourd'hui plus longs, pouvant aller jusqu'aux genoux de la poupée. La poupée à une énorme jambe.

## Origine et légende
Il existe de nombreuses versions différentes de l'histoire qui mélangent et associent les détails pour provoquer une réaction chez l'auditeur ou le lecteur. Le schéma général reste cependant celui-ci :
La poupée fut originellement achetée à Hokkaido en 1918 par un garçon de dix-sept ans, Eikichi Suzuki, pour sa sœur appelée Kikuko ou Kiyoko suivant les versions. Cette poupée avait une coiffure de type « okappa », courante dans les poupées japonaises traditionnelles. Les cheveux sont coupés autour de la longueur de la mâchoire et ont une courte frange sur le front. L'enfant aimait tellement sa nouvelle poupée qu'elle l'emmenait partout avec elle, dormant même avec elle dans son lit.
Malheureusement, la fillette décéda subitement l'année suivante à l'âge de trois ans après être tombée malade. La famille conserva la poupée au sein de l'autel familial en souvenir de l'enfant, l'appelant de son nom (ou surnom) "Okiku". Peu à peu, ils remarquèrent quelque chose d'étrange : la coupe de cheveux okappa classique d'Okiku grandissait, les cheveux s'allongeant lentement mais sûrement. Cela fut pris comme signe que la poupée était possédée par l'esprit de la fillette.
Des années plus tard, en 1938, le père de Kikuko donna la poupée Okiku au temple Mannenji pour qu'il s'en occupe, car lui et sa famille devait déménager (sur le continent ou tout simplement dans une autre région, selon les versions). Les prêtres continuèrent de s'occuper de la poupée, confirmant que ses cheveux poussaient effectivement et se chargeant de lui couper les cheveux tous les ans afin qu'ils ne dépassent jamais ses genoux.